# Mishandeling
Mishandeling is het toebrengen van letsel aan een ander door het opzettelijk benadelen van diens gezondheid.
Ook iemand vergiftigen of opzettelijk besmetten met een ziekte (bijvoorbeeld inspuiten met HIV-positief bloed) wordt gezien als mishandeling.
Emotionele of psychische mishandeling, door iemand geestelijk of emotioneel te kwellen, angst aan te jagen of te vernederen, wordt beschouwd als een afzonderlijke vorm van mishandeling. Deze variant valt onder dezelfde wet, maar is doorgaans lastiger te bewijzen. De gevolgen ervan kunnen echter ernstig zijn en leiden tot complexe posttraumatische stressstoornis (CPTSS). Door diverse instanties wordt gepleit om deze vorm van mishandeling expliciet op te nemen in het Nederlandse strafrecht.
Naast het algemene begrip mishandeling kent men enkele bijzondere vormen van mishandeling:
- Seksuele mishandeling
- Kindermishandeling
- Dierenmishandeling
- Ouderenmishandeling
- Psychische mishandeling

## Wettelijke situatie in Europa
In het arrest Šečić v. Croatia bepaalde het EHRM op basis van artikel 1 en aritkel 3 van het EVRM dat staten maatregelen moeten nemen zodat privépersonen geen personen mishandelen en dergelijke mishandelingen moeten onderzoeken.

## Wettelijke situatie in Nederland

### Europese deel van Nederland
In het Nederlandse Wetboek van Strafrecht wordt mishandeling strafbaar gesteld in de artikelen 300-306 voor een individu en in artikel 141 voor groepen.
Er wordt onderscheid gemaakt tussen 'gewone' mishandeling en zware mishandeling. Als iemands handeling erop gericht was om iemand een zwaar lichamelijk letsel toe te brengen, is er sprake van zware mishandeling. Anders is het 'gewone' mishandeling. Zwaar lichamelijk letsel is bijvoorbeeld een gebroken neus (de Hoge Raad heeft zich hier over uitgelaten: Alleen indien blijvend ontsierend, in de regel geen zwaar lichamelijk letsel. Hangt af van het genezingsproces) of een blijvend letsel.
De maximumstraf is mede afhankelijk van de ernst van de gevolgen, zoals getoond in de volgende tabel. Mishandeling met de dood tot gevolg wordt onderscheiden van doodslag en dood door schuld. Naar de Artikel 302 Wetboek van Strafrecht ("2.Indien het feit de dood ten gevolge heeft, wordt de schuldige gestraft met gevangenisstraf van ten hoogste tien jaren of geldboete van de vijfde categorie."), spreekt in feite over moord als een onvrijwillig gevolg van kwaadwillig letsel (van het Latijnse "praeter intentionem" [omicidio preterintenzionale: art. 222-7 code pénal; art. 584 codice penale; art. 227 stgb]: het gaat verder dan de intentie om te verwonden).
|                          | Geweld in vereniging | Mishandeling | Met voorbedachten rade | Zware mishandeling | Zware mishandeling / voorbedachten rade |
| Gevolgen:                | Art. 141             | Art. 300     | Art. 301               | Art. 302           | Art. 303                                |
| ------------------------ | -------------------- | ------------ | ---------------------- | ------------------ | --------------------------------------- |
| Geen ernstig letsel      | 6 jaar               | 3 jaar*      | 4 jaar**               |                    |                                         |
| Zwaar lichamelijk letsel | 9 jaar               | 4 jaar       | 6 jaar                 | 8 jaar             | 12 jaar                                 |
| Dood                     | 12 jaar              | 6 jaar       | 9 jaar                 | 10 jaar            | 15 jaar                                 |

* Op grond van een reeds aangenomen wetsvoorstel werd op 1 februari 2006 de maximumstraf voor eenvoudige mishandeling verhoogd van 2 naar 3 jaar. 

** Per 1 februari 2006 werd het maximum verhoogd van 3 naar 4 jaar.

Artikel 304 beschrijft nog enkele strafverzwarende omstandigheden:
- Mishandeling van vader, moeder, echtgenoot of zoon of dochter (vanaf 1 februari 2006 tevens: levensgezel)
- Tegen een ambtenaar in dienst
- Door middel van vergiftiging

### BES-eilanden
In het Nederlandse Wetboek van Strafrecht BES wordt mishandeling strafbaar gesteld in de artikelen 313-319.
|                          | Mishandeling | Mishandeling met voorbedachten rade | mishandeling met een wapen | mishandeling met een wapen met voorbedachten rade | opzettelijk zwaar lichamelijk letsel toebrengen | Zware mishandeling met voorbedachten rade |
| Gevolgen                 | Art. 313     | Art. 314                            | Art. 314a                  | Art. 314b                                         | Art. 315                                        | Art. 316                                  |
| ------------------------ | ------------ | ----------------------------------- | -------------------------- | ------------------------------------------------- | ----------------------------------------------- | ----------------------------------------- |
| Geen ernstig letsel      | 4 jaar       | 6 jaar                              | 8 jaar                     | 12 jaar                                           | n.v.t.                                          | n.v.t.                                    |
| Zwaar lichamelijk letsel | 8 jaar       | 12 jaar                             | 12 jaar                    | 16 jaar                                           | 16 jaar                                         | 24 jaar                                   |
| Dood                     | 12 jaar      | 16 jaar                             | 16 jaar                    | 24 jaar                                           | 24 jaar                                         | 24 jaar                                   |

Artikel 317 beschrijft nog enkele strafverzwarende omstandigheden:
- Mishandeling van moeder, wettige vader, echtgenoot of kind
- Tegen een ambtenaar in dienst
- Door middel van vergiftiging

## Wettelijke situatie in België
Mishandeling wordt in het Strafwetboek behandeld in Titel VIII. - "Misdaden en wanbedrijven tegen personen", en daarvan Afdeling II. - "Opzettelijk doden, niet doodslag genoemd, en opzettelijk toebrengen van lichamelijk letsel" (artikel 398-405, 409, 401 [homicide praeter intentionem], en 410).
Het woord 'mishandeling' wordt hier overigens niet gebruikt. Het kerngedeelte uit deze afdeling luidt: Hij die opzettelijk verwondingen of slagen toebrengt...
Aspecten die de strafmaat beïnvloeden zijn:
- Voorbedachte rade
- De gevolgen:
  - ziekte
  - arbeidsongeschiktheid
  - een ongeneeslijk lijkende ziekte
  - blijvende arbeidsongeschiktheid
  - volledig verlies van een orgaan
  - zware verminking
- Door middel van het toedienen van een giftige stof
- Gepleegd tegen een minderjarige of gehandicapte (artikel 405bis, sinds 2000)
- Gepleegd tegen een minderjarige of gehandicapte, door iemand die de zorg over het slachtoffer had (artikel 405ter, sinds 2000), bijvoorbeeld de vader of moeder
- Gepleegd tegen vader, moeder of partner (art. 410).
- Uit racistisch oogmerk en dergelijke (art. 405quater, sinds 2003)

Vrouwenbesnijdenis wordt sinds 2000 in een afzonderlijk artikel (art. 409) strafbaar gesteld.